# Gyōda
Gyōda (jap. 行田市, -shi) ist eine japanische Stadt im Norden der Präfektur Saitama.

## Geographie
Im Norden bildet der Tone-Fluss die Grenze zur Präfektur Gunma.

## Tourismus

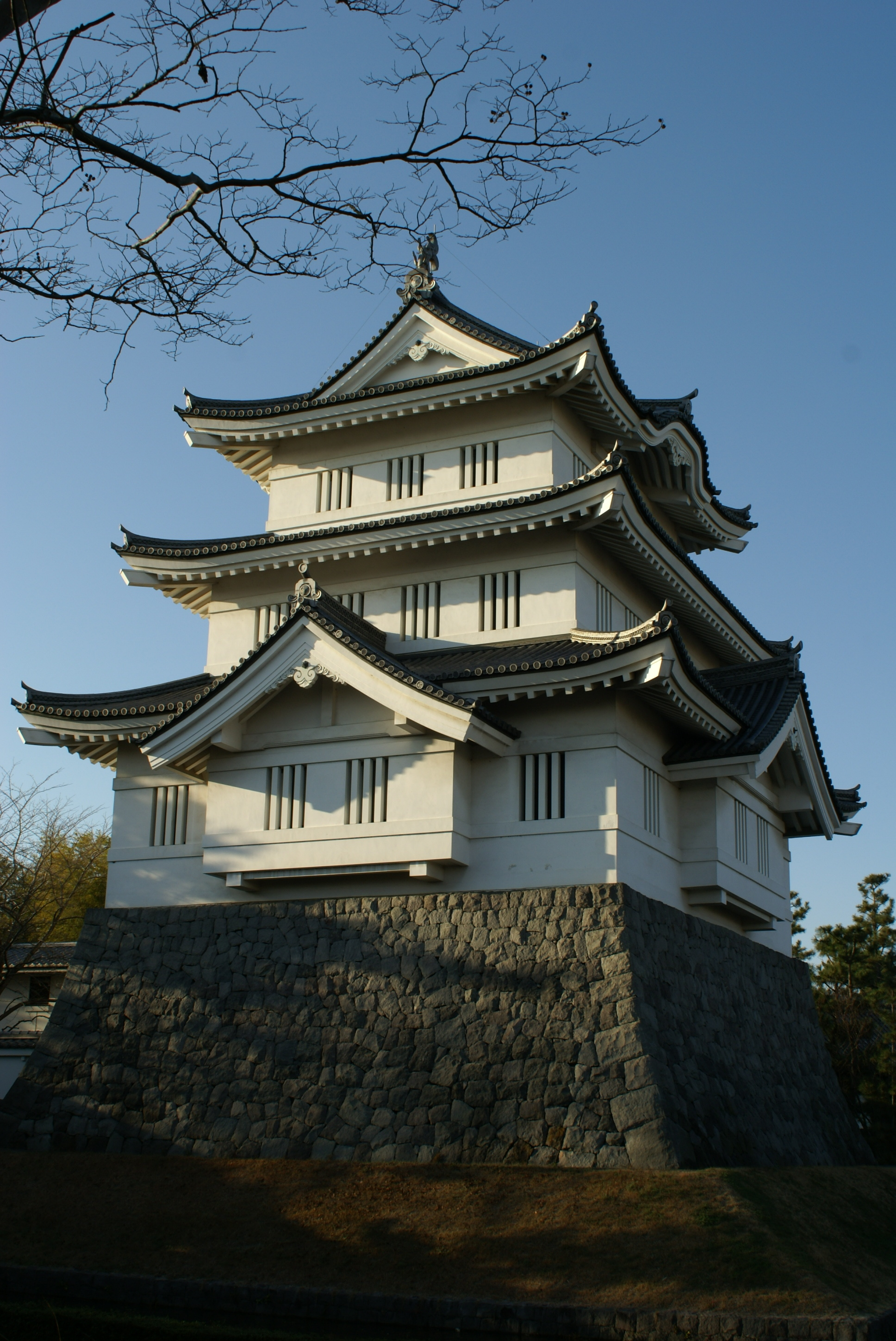
Burg Oshi-jō

### Sehenswürdigkeiten
In Gyōda stand die Burg Oshi. Teile davon sind im Museum zu bewundern. Ein Holzturm wurde 1987 wieder errichtet.   
In Gyōda befindet sich eine Ansammlung von neun Kofun-Gräbern. Diese als Sakitama-Kofungruppe bezeichneten Gräber stammen aus dem 5. bis 7. Jahrhundert.

### Spezialitäten
Durch den Manga Eki mae no arukikata von Shingo Morita wurden die so genannten Gyōda no Fry berühmt. Sie ähneln den Okonomiyaki.
Außerdem werden in der Stadt oft so genannte Jelly Fry (zerīfurai) angeboten. Diese ähneln den bekannten Korokke.

## Verkehr
- Straße:
  - Nationalstraße 17, nach Tōkyō oder Niigata
  - Nationalstraße 125
- Zug:
  - JR Takasaki-Linie, Bahnhof Gyōda, nach Ueno oder Takasaki
  - Chichibu Tetsudō Chichibu-Hauptlinie, nach Hanyū oder Chichibu

## Söhne und Töchter der Stadt
- Masaya Kojima (* 1997), Fußballspieler
- Hiroshi Mori (* 1958), Astronom

## Angrenzende Städte und Gemeinden
- Präfektur Saitama
  - Kazo
  - Kumagaya
  - Kōnosu
  - Hanyū
  - Kisai
- Präfektur Gunma
  - Chiyoda
  - Meiwa

## Städtepartnerschaften
- Kuwana, Japan
- Shirakawa, Japan